# Solpugella ruandana
Espèce
Solpugella ruandana est une espèce de solifuges de la famille des Solpugidae.

## Distribution
Cette espèce est endémique du Rwanda.

## Description
Le mâle mesure 25 mm et la femelle 35 mm.

## Étymologie
Son nom d'espèce lui a été donné en référence au lieu de sa découverte, le Rwanda.

## Publication originale
- Roewer, 1941 : Solifugen  1934–1940. Veröffentlichungen des Deutschen Kolonial Ubersee-Museums, Bremen, vol. 3, p. 97–192 (texte intégral).